# Vickie Johnson
Pour les articles homonymes, voir Johnson.
Vickie Johnson (née le 15 avril 1972 à Coushatta, Louisiane), est une joueuse puis entraîneuse américaine de basket-ball.

## Biographie
Johnson est une sportive complète au lycée en basket-ball et en athlétisme, où elle est championne de l'État de Louisiane en saut en longueur. En 1996, Johnson est diplômée de l'université de Louisiana Tech.
Elle est deux fois élue meilleure joueuse de la Sun Belt Conference, conduisant les Techsters de Louisiana Tech au Final Four 1994. Elle conclut sa carrière universitaire avec 1 891 points et 831 rebonds.
Elle est sélectionnée au 12e rang du second tour de la première draft WNBA de l'histoire en 1997.
Elle est All-Star WNBA en 1999 et 2001 et la première joueuse du Liberty de New York à inscrire 2000 points.
Johnson quitte le Liberty au bout de neuf saisons et rejoint les Silver Stars de San Antonio le 9 février 2006 pour quatre nouvelles années. Johnson est la première joueuse de l'histoire de la WNBA à compiler 4 000 points, 1 000 rebonds et 1 000 passes décisives en carrière. Elle se retire avec 4 243 points, 1 641 rebonds et 1 205 passes décisives inscrits en 13 saisons avec alors le plus de rencontres disputées (410) et le plus grand nombre de minutes jouées(12 435). En carrière, ses points et passes décisives sont alors les 30e et 14e cumuls de la ligue.
Elle devient entraîneuse assistante Silver Stars de San Antonio en 2011. En décembre 2016, elle est promue titulaire après la retraite sportive de Dan Hughes, mais la relocalisation des Stars entraîne son départ après une seule saison. Elle est néanmoins signée par la franchise relocalisée comme entraîneuse assistante de Bill Laimbeer par les Aces de Las Vegas, qui se qualifient deux fois pour les play-offs et atteignent les finales WNBA 2020. En décembre 2020, elle est nommée entraîneuse principale des Wings de Dallas, dont la joueuse phare est Arike Ogunbowale.

## A l'étranger
Elle joue entre autres en France pour Tarbes puis Bordeaux, puis pour Galatasaray en Turquie.

### Distinctions personnelles
- Meilleure joueuse de la Sun Belt Conference (1995, 1996[1].)
- Trophée Kim Perrot de la sportivité 2008
- Introduite au Louisiana Tech Hall of Fame (2007[2].)
- WNBA All-Star 1999 et 2001[1].